# Konosuke Uda
Konosuke Uda (宇田 鋼之介, Uda Kōnosuke) (Shizuoka, 1 de fevereiro de 1966) é um diretor de anime japonês. Ele é diretor do anime One Piece, criado pela Toei Animation. Uda também foi diretor de alguns episódios do anime Sailor Moon, de 1994.

## Trabalhos
- Galaxy Express 999: Eternal Fantasy (movie): Director
- Gegege no Kitarō (TV 4/1996) : Episode Director (Ep 44, 59, 65)
- Kakyuusei (TV) : Storyboard (ep 9)
- Kindaichi Shounen no Jikenbo (TV) : Episode Director
- Kingyo Chuuihou! (TV) : Episode Director
- Lovely Complex (TV) : Series director, Episode Director (ep 1)
- One Piece
  - One Piece (TV) : Director, Episode Director
  - One Piece: Dead End no Bouken (movie 4) : Director
  - One Piece: Karakuri Shiro no Mecha Kyohei (movie 7) : Director
- Sailor Moon
  - Sailor Moon R (TV) : Storyboard (eps 70,81,86,89), Episode Director (eps 61,70,81,86,89)
  - Sailor Moon S (TV) : Storyboard (eps 96,113,120), Episode Director (eps 96,113,120,125), Assistant director (eps 90,96,100,113,120,122,125)
  - Sailor Moon SuperS (special) : Director (eps 1-2)
  - Sailor Moon SuperS (TV) : Episode Director (eps 148,155)
  - Sailor Moon SuperS Movie: Black Dream Hole : Assistant director